# Tunnel van Dolhain
De tunnel van Dolhain is een spoortunnel in de kern Dalhem (Frans: Dolhain) in de gemeente Limburg. De tunnel heeft een lengte van 50 meter. De dubbelsporige spoorlijn 37 gaat door de tunnel. De tunnel ligt net voorbij het station Dolhain-Gileppe.
Doordat de spoorbedding voorbij de tunnel instabiel is en wegzakt naar de naastgelegen Vesder is de snelheid er beperkt tot 20 km/u. Daardoor heeft Infrabel besloten om een nieuwe tunnel aan te leggen. Er wordt gewerkt met een open sleuf, uitgegraven in de Colline de la Moutarde, waarin dan een tunnel wordt gebouwd in gewapend beton.
Het station Dolhain-Gileppe is gesloten en het oude station Dolhain-Vicinal is omgebouwd tot een spoorweghalte, bestaande uit twee perrons, een voetgangerstunnel en de nodige toegangswegen.